# 워킹 타이틀 필름스
워킹 타이틀 필름스(영어: Working Title Films)는 영국의 영화와 텔레비전 제작사이다. 유니버설 스튜디오가 소유하고 있다. 1983년에 팀 베번, 사라 러드클리프에 의해 설립 되었다. 장편 영화 및 여러 편의 TV 프로덕션을 제작하고 있다. 에릭 펠너와 팀 베번은 현재 회사의 공동 의장이다.

## 회사
워킹 타이틀 필름스는 1983년 제작자 팀 베번과 사라 러드클리프 가 공동 창립했다. 1992년에 폴리그램이 회사의 후원자가 되었다. 러드클리는 워킹 타이틀을 떠나고 동료 독립 영화 프로듀서인 에릭 펠너가 회사에 합류했다. 회사는 폴리그램의 런던 소재 제작사 폴리그램 필름드 엔터테인먼트를 통해 다양한 영화를 제작했다. 앵글로- 네덜란드 영화 스튜디오, 폴리그램 필름스는 할리우드의 주요 경쟁자가 되었다. 1998년, 시그램은 메트로 골드윈 메이어에 1996년 3월 31일까지 발표한 폴리그램 필름스의 작품의 대부분을 판매했다. 1999년에 폴리그램은 시그램 회사에 매각되면서 MCA 레코드와 합병되었고, 유니버설 뮤직 그룹의 자회사가 되었다. 폴리그램 필름스는 1999년에 유니버셜 스튜디오에 매각 되고 사업을 접었다.
베번과 펠너는 계약 상 최대 3,500만 달러의 예산으로 영화를 제작할 수 있었지만, 워킹 타이틀의 모회사인 NBC 유니버설의 스튜디오 임원과 상의하였다. 워킹 타이틀은 런던에 본사가 있고 로스 앤젤레스에 제작자 리자 차신이 있는 사무실이 있다.

### WT2Productions
1999년 베번과 펠너는 일반적으로 WT2으로 알려진 워킹 타이틀 2 프로덕션라는 자회사를 출범했다. 이 회사는 독립 영화 제작사로 나타샤 와턴이 운영하고 있으며 《빌리 엘리어트》, 《새벽의 황당한 저주》, 《칼슘 키드》를 포함한 여러 영화를 제작하고 있다.

## TV 부문
워킹 타이틀은 1990년대 초반부터 TV 프로덕션에서 활발히 활동해 왔다. 2010년 워킹 타이틀은 공식적으로 컴캐스트가 소유 한 모회사 인 NBC 유니버설과 합작 투자하여 TV 사업부를 공식 출범 시켰다. 그 후 그들은 영국과 미국 텔레비전 모든 시청자를 위한 콘텐츠를 제작했다. WTTV (Working Title Television)에서 개발한 주목할만한 제작 및 공동 제작물로는 NBC의 《어바웃 어 보이》와 Showtime의 《튜더스》를 포함한 여러 작품이 있다. WTTV는 런던에 사무실이 있으며, 로스 앤젤레스는 앤드류 우드헤드와 런던을 앤드류 스턴이 지휘한다.

## 영화 제작 목록
- 굵은 표시는 한국어 번역 제목/영국 개봉 일자

### 1980년도
| 개봉일자   | 제목                      | 비고                           |
| ---------- | ------------------------- | ------------------------------ |
| 1985.11.15 | 나의 아름다운 세탁소      | with Channel Four Films        |
| 1987.7.24  | 위스 유 워 히어           | with Channel Four Films        |
| 1987.10.30 | 새미와 로지 잠자리에 들다 | with Channel Four Films        |
| 1989.4.13  | 더 톨 가이                | with London Weekend Television |

### 1990년도
| 개봉일자   | 제목                            | 비고                                                                                        |
| ---------- | ------------------------------- | ------------------------------------------------------------------------------------------- |
| 1990.7.27  | 햄스트리트의 6일간              | with PolyGram Filmed Entertainment and 뉴 라인 시네마                                       |
| 1990.9.14  | 바보들의 행운                   | with PolyGram Filmed Entertainment and Channel Four Films                                   |
| 1991.4.19  | 황홀한 영혼 프레드              | with PolyGram Filmed Entertainment and 뉴 라인 시네마                                       |
| 1991.8.21  | 바톤 핑크                       | with 20세기 폭스                                                                            |
| 1992.3.20  | 에드워드 2세                    | with BBC 필름스                                                                             |
| 1992.8.7   | 런던 킬즈 미                    | with PolyGram Filmed Entertainment and Fine Line Features                                   |
| 1992.9.4   | 밥 로버츠                       | with PolyGram Filmed Entertainment, 파라마운트 픽쳐스, 미라맥스 and Live Entertainment      |
| 1993.4.23  | 내 마음의 지도                  | with PolyGram Filmed Entertainment and 미라맥스                                             |
| 1993.5.14  | 파시                            | with PolyGram Filmed Entertainment and Gramercy Pictures                                    |
| 1993.10.8  | 영 아메리칸                     | with PolyGram Filmed Entertainment and Live Entertainment                                   |
| 1994.2.4   | 로미오 이즈 블리딩              | with PolyGram Filmed Entertainment and Gramercy Pictures                                    |
| 1994.3.9   | 네 번의 결혼식과 한 번의 장례식 | with PolyGram Filmed Entertainment Channel Four Films and Gramercy Pictures                 |
| 1994.3.11  | 허드서커 대리인                 | with PolyGram Filmed Entertainment, 워너 브라더스 and 실버 픽처스                           |
| 1995.5.3   | 표범                            | with PolyGram Filmed Entertainment and Gramercy Pictures                                    |
| 1995.5.5   | 프렌치 키스                     | with PolyGram Filmed Entertainment and 20세기 폭스                                          |
| 1995.9.29  | 문라이트 앤 발렌티노            | with PolyGram Filmed Entertainment and Gramercy Pictures                                    |
| 1995.12.29 | 데드 맨 워킹                    | with PolyGram Filmed Entertainment and Gramercy Pictures                                    |
| 1996.3.8   | 파고                            | with PolyGram Filmed Entertainment and Gramercy Pictures                                    |
| 1996.3.22  | 랜드 앤 프리덤                  | with PolyGram Filmed Entertainment and Gramercy Pictures                                    |
| 1996.9.20  | 로크 네스                       | with PolyGram Filmed Entertainment and Gramercy Pictures                                    |
| 1997.3.7   | 제8요일                         | with PolyGram Filmed Entertainment and Gramercy Pictures                                    |
| 1997.10.3  | 달콤한 중매쟁이                 | with PolyGram Filmed Entertainment and Gramercy Pictures                                    |
| 1997.11.7  | 빈                              | with PolyGram Filmed Entertainment, Tiger Aspect Productions and Gramercy Pictures          |
| 1997.12.5  | 바로워즈                        | with PolyGram Filmed Entertainment and Gramercy Pictures                                    |
| 1998.3.6   | 위대한 레보스키                 | with PolyGram Filmed Entertainment and Gramercy Pictures                                    |
| 1998.11.22 | 엘리자베스                      | with PolyGram Filmed Entertainment, 스튜디오 카날, Channel Four Films and Gramercy Pictures |
| 1999.1.29  | 하이 로 컨츄리                  | with PolyGram Filmed Entertainment and Gramercy Pictures                                    |
| 1999.5.28  | 노팅 힐                         | with PolyGram Filmed Entertainment, 스튜디오 카날 and 유니버설 픽처스                       |
| 1999.10.1  | 젠틀맨 하이웨이맨               | with 스튜디오 카날, PolyGram Filmed Entertainment and Gramercy Pictures                     |

### 2000년도
| 개봉일자   | 제목                            | 비고                                                             |
| ---------- | ------------------------------- | ---------------------------------------------------------------- |
| 2000.3.31  | 사랑도 리콜이 되나요            | with 터치스톤 픽처스                                             |
| 2000.10.13 | 빌리 엘리어트                   | with BBC 필름스, Tiger Aspect Productions and 스튜디오 카날      |
| 2000.12.2  | 오! 형제여 어디 있는가?         | with 터치스톤 픽처스, 유니버설 픽처스 and 스튜디오 카날          |
| 2001.4.13  | 브리짓 존스의 일기              | with 유니버설 픽처스, 스튜디오 카날 and 미라맥스                 |
| 2001.5.25  | 피아노 2                        | with 포커스 피처스 and 스튜디오 카날                             |
| 2001.8.17  | 코렐리의 만돌린                 | with 유니버설 픽처스, 스튜디오 카날 and 미라맥스                 |
| 2001.11.2  | 그 남자는 거기 없었다           | with USA 필름스, Gramercy Pictures and Good Machine Productions  |
| 2002.3.1   | 40 데이즈 40 나이트             | with 유니버설 픽처스, 스튜디오 카날 and 미라맥스                 |
| 2002.3.22  | 못말리는 알리                   | with 유니버설 픽처스, 스튜디오 카날                              |
| 2002.5.17  | 어바웃 어 보이                  | with 유니버설 픽처스, 스튜디오 카날 and TriBeCa Productions      |
| 2002.8.23  | 구루                            | with 유니버설 픽처스 and 스튜디오 카날                           |
| 2002.10.4  | 마이 리틀 아이                  | with 유니버설 픽처스 and 스튜디오 카날                           |
| 2003.5.16  | 쉐이프 오브 씽스                | with 유니버설 픽처스 and 스튜디오 카날                           |
| 2003.7.18  | 쟈니 잉글리쉬                   | with 유니버설 픽처스 and 스튜디오 카날                           |
| 2003.8.20  | 13살의 반란                     | with 폭스 서치라이트 픽처스 and 스튜디오 카날                    |
| 2003.10.28 | 롱 하프 타임 데드               | with 유니버설 픽처스 and 포커스 피처스                           |
| 2003.11.14 | 러브 액츄얼리                   | with 유니버설 픽처스, 스튜디오 카날 and DNA Films                |
| 2004.3.26  | 네드 켈리                       | with 포커스 피처스 and 스튜디오 카날                             |
| 2004.4.30  | 칼슘 키드                       | with 포커스 피처스 and 스튜디오 카날                             |
| 2004.7.30  | 썬더버드                        | with 유니버설 픽처스 and 스튜디오 카날                           |
| 2004.9.17  | 윔블던                          | with 유니버설 픽처스 and 스튜디오 카날                           |
| 2004.9.24  | 새벽의 황당한 저주              | with 유니버설 픽처스, 스튜디오 카날 and 로그 픽처스              |
| 2004.11.19 | 브리짓 존스의 일기: 열정과 애정 | with 유니버설 픽처스, 스튜디오 카날 and 미라맥스                 |
| 2005.2.4   | 인사이드 아임 댄싱              | with 포커스 피처스 and 스튜디오 카날                             |
| 2005.4.22  | 인터프리터                      | with 유니버설 픽처스 and 스튜디오 카날                           |
| 2005.11.23 | 오만과 편견                     | with 포커스 피처스 and 스튜디오 카날                             |
| 2006.1.27  | 내니 맥피: 우리 유모는 마법사   | with 유니버설 픽처스, 스튜디오 카날 and 메트로 골드윈 메이어     |
| 2006.4.28  | 플라이트 93                     | with 유니버설 픽처스 and 스튜디오 카날                           |
| 2006.10.27 | 캐치 어 파이어                  | with 포커스 피처스 and 스튜디오 카날                             |
| 2006.11.3  | 식스티 식스                     | with 유니버설 픽처스 and 스튜디오 카날                           |
| 2007.1.26  | 스모킹 에이스                   | with 유니버설 픽처스 and 스튜디오 카날                           |
| 2007.3.9   | 곤                              | with 유니버설 픽처스 and 스튜디오 카날                           |
| 2007.3.24  | 미스터 빈의 홀리데이            | with 유니버설 픽처스, 스튜디오 카날 and Tiger Aspect Productions |
| 2007.4.20  | 뜨거운 녀석들                   | with 유니버설 픽처스 and 스튜디오 카날                           |
| 2007.10.12 | 골든 에이지                     | with 유니버설 픽처스 and 스튜디오 카날                           |
| 2008.1.4   | 어톤먼트                        | with 유니버설 픽처스 and 스튜디오 카날                           |
| 2008.2.14  | 나의 특별한 사랑 이야기         | with 유니버설 픽처스 and 스튜디오 카날                           |
| 2008.8.15  | 와일드 차일드                   | with 유니버설 픽처스 and 스튜디오 카날                           |
| 2008.9.12  | 번 애프터 리딩                  | with 포커스 피처스, 렐러티비티 미디어 and 스튜디오 카날          |
| 2008.12.5  | 프로스트 vs 닉슨                | with 유니버설 픽처스, 이매진 엔터테인먼트 and 스튜디오 카날      |
| 2009.4.17  | 스테이트 오브 플레이            | with 유니버설 픽처스 and 스튜디오 카날                           |
| 2009.4.24  | 솔로이스트                      | with 유니버설 픽처스, 드림웍스 and 스튜디오 카날                 |
| 2009.10.2  | 시리어스 맨                     | with 포커스 피처스, 렐러티비티 미디어 and 스튜디오 카날          |
| 2009.11.13 | 락앤롤 보트                     | with 유니버설 픽처스 and 스튜디오 카날                           |

### 2010년도
| 개봉일자   | 제목                               | 비고 |
| ---------- | ---------------------------------- | --- |
| 2010.3.12  | 그린 존                            | with 유니버설 픽처스 and 스튜디오 카날                                                                            |
| 2010.8.20  | 내니 맥피 2: 유모와 마법소동       | with 유니버설 픽처스 and 스튜디오 카날                                                                            |
| 2011.3.18  | 황당한 외계인: 폴                  | with 유니버설 픽처스 and 스튜디오 카날                                                                            |
| 2011.8.12  | 세나: F1의 신화                    | with 유니버설 픽처스 and 스튜디오 카날                                                                            |
| 2011.10.21 | 쟈니 잉글리쉬 2: 네버다이          | with 유니버설 픽처스 and 스튜디오 카날                                                                            |
| 2011.12.9  | 팅거 테일러 솔저 스파이            | with 포커스 피처스 and 스튜디오 카날                                                                              |
| 2012.1.13  | 콘트라밴드                         | with 유니버설 픽처스 and 스튜디오 카날                                                                            |
| 2012.2.3   | 빅 미라클                          | with 유니버설 픽처스 and 스튜디오 카날                                                                            |
| 2012.11.16 | 안나 카레니나                      | with 포커스 피처스 and 스튜디오 카날                                                                              |
| 2012.12.25 | 레 미제라블                        | with 유니버설 픽처스, 렐러티비티 미디어 and Cameron Mackintosh, Ltd.                                              |
| 2013.2.8   | 저스트 어 이어                     | with 스튜디오 카날                                                                                                |
| 2013.8.23  | 지구가 끝장 나는 날                | with 유니버설 픽처스 and 스튜디오 카날                                                                            |
| 2013.8.28  | 프라이버시                         | with 포커스 피처스                                                                                                |
| 2013.9.27  | 러시: 더 라이벌                    | with 유니버설 픽처스, 이매진 엔터테인먼트, Exclusive Media, Cross Creek Pictures and Revolution Films             |
| 2013.11.8  | 어바웃 타임                        | with 유니버설 픽처스 and 스튜디오 카날                                                                            |
| 2014.5.16  | 1월의 두 얼굴                      | with 스튜디오 카날, Magnolia Pictures, and Timnick Films                                                          |
| 2014.9.28  | 빌리 엘리어트 뮤지컬 라이브        | with 유니버설 픽처스                                                                                              |
| 2014.11.7  | 사랑에 대한 모든 것                | with 포커스 피처스                                                                                                |
| 2015.1.30  | 트래쉬                             | with 스튜디오 카날, O2 Filmes and PeaPie Films                                                                    |
| 2015.8.28  | 위 아 유어 프렌즈                  | with 워너 브라더스, 스튜디오 카날 and 랫팩 엔터테인먼트                                                           |
| 2015.9.18  | 에베레스트                         | with 유니버설 픽처스, 월든 미디어 and Cross Creek Pictures                                                        |
| 2015.10.16 | 챔피언 프로그램                    | with 스튜디오 카날                                                                                                |
| 2015.11.20 | 레전드                             | with 유니버설 픽처스, 스튜디오 카날, Cross Creek Pictures and Anton Capital Entertainment                         |
| 2016.1.22  | 대니쉬 걸                          | with 유니버설 픽처스 인터내셔널, 포커스 피처스, Pretty Pictures, Revision Pictures and Senator Global Productions |
| 2016.2.5   | 헤일, 시저!                        | with 유니버설 픽처스                                                                                              |
| 2016.3.11  | 그림스비: 용감한 형제              | with 콜럼비아 픽처스, 빌리지 로드쇼 픽처스 and Big Talk Productions                                               |
| 2016.9.16  | 브리짓 존스의 베이비               | with 유니버설 픽처스, 스튜디오 카날 and 미라맥스                                                                  |
| 2017.6.28  | 베이비 드라이버                    | with 트라이스타 픽처스, Big Talk Productions and Media Rights Capital                                             |
| 2017.9.15  | 빅토리아 & 압둘                    | with 포커스 피처스 and BBC 필름스                                                                                 |
| 2017.10.20 | 스노우맨                           | with 유니버설 픽처스, Perfect World Pictures and Another Park Film                                                |
| 2018.1.12  | 다키스트 아워                      | with 포커스 피처스 and Perfect World Pictures                                                                     |
| 2018.3.16  | 엔테베 작전                        | with 포커스 피처스 and Participant Media                                                                          |
| 2018.10.26 | 쟈니 잉글리쉬 3: 스트라이크 어게인 | with 유니버설 픽처스, 스튜디오 카날 and Perfect World Pictures                                                    |
| 2018.12.7  | 메리, 퀸 오브 스코틀랜드           | with 포커스 피처스 and Perfect World Pictures                                                                     |
| 2019.1.25  | 왕이 될 아이                       | with 20세기 폭스. TSG 엔터테인먼트 and Big Talk Productions                                                       |
| 2019.6.28  | 예스터데이                         | with 유니버설 픽처스 and Decibel Films                                                                            |
| 2019.12.20 | 캣츠                               | with 유니버설 픽처스, 앰블린 엔터테인먼트, Monumental Pictures and Really Useful Group                            |

### 2020년대
| 개봉일자   | 제목                  | 비고                                                              |
| ---------- | --------------------- | ----------------------------------------------------------------- |
| 2020.2.14  | 엠마                  | with 포커스 피처스, Blueprint Pictures and Perfect World Pictures |
| 2020.5.29  | 나의 첫 번째 슈퍼스타 | with 포커스 피처스 and Perfect World Pictures                     |
| 2020.7.24  | 마리 퀴리             | with 스튜디오 카날 and 아마존 스튜디오                            |
| 2020.10.21 | 레베카                | with 넷플릭스                                                     |
| 2021.10.29 | 라스트 나잇 인 소호   | with 포커스 피처스, Film 4 Productions and Complete Fiction       |
| 2022.2.25  | 시라노                | with 메트로 골드윈 메이어 and Bron Creative                       |
| 2022.9.23  | 캐서린 콜드 버디      | with 아마존 스튜디오 and Good Thing Going                         |
| 2022.10.21 | 티켓 투 파라다이스    | with 유니버설 픽처스, Red Om Films and Smokehouse Pictures        |
| 2022.11.11 | 더 스위머스           | with 넷플릭스                                                     |
| 2022.12.16 | 마틸다 더 뮤지컬      | with 넷플릭스, 트라이스타 픽처스 and the Roald Dahl Story Company |